# Challenger Tucumán
Il Challenger Tucumán è un torneo professionistico maschile di tennis giocato sulla terra rossa che fa parte dell'ATP Challenger Tour. Inaugurato nel 2024 a San Miguel de Tucumán, in Argentina, il torneo fa parte della categoria Challenger 50. 

## Albo d'oro

### Singolare
| Anno | Campione         | Finalista                  | Punteggio   |
| ---- | ---------------- | -------------------------- | ----------- |
| 2025 | Alex Barrena     | Santiago Rodríguez Taverna | 7–5, 6–2    |
| 2024 | Andrea Collarini | Hernán Casanova            | 6–4, 7–6(3) |

### Doppio
| Anno | Campioni                                  | Finalisti                              | Punteggio        |
| ---- | ----------------------------------------- | -------------------------------------- | ---------------- |
| 2025 | Conner Huertas del Pino Federico Zeballos | Luciano Emanuel Ambrogi Máximo Zeitune | 1–6, 6–2, [10–8] |
| 2024 | Luís Britto Gonzalo Villanueva            | Patrick Harper David Stevenson         | 6–3, 6–2         |